# Хавпачев, Амирхан Асхадович
Хавпачев Амирхан Асхадович (кабард.-черк. Хьэхъупащӏэ Ӏэсхьэд и къуэ Амырхъан; 10 ноября 1882 — 1 июля 1972) — советский кабардинский поэт и писатель. Народный поэт Кабардино-Балкарской АССР (1961).

## Биография
Родился 10 ноября 1882 года в селе Шипшево (ныне часть села Кахун) Нальчикского округа Терской области. Вырос в крестьянской семье. Его отец был известный острослов и импровизатор. Амирхан перенял у него любовь к песням и сказам, созданным народом. Продолжая традиции народных певцов и сказителей кабардинского фольклора, он был певцом-импровизатором. Однако будучи красноречивым, смог получить грамоту лишь после Октябрьской революции.
Обладал уникальной памятью. В молодые годы не умел читать и писать. Как и все сказители, он свои стихи и песни помнил наизусть. Кроме стихов и песен, писал рассказы. Самый известный труд в прозе это новелла «Белый ягнёнок». Всегда был одет в национальную кабардинскую (черкесскую) одежду. В общении был прост.
Был активным участником Гражданской войны и воспевал Октябрьскую революцию и воспевал строительство социализма в родном крае. Так были написаны стихи о местных революционерах — «Серго Орджоникидзе», «Хамаша Кешев», «Сагид Уначев». В годы Великой Отечественной войны написал стихи посвящённые героям войны — «Кубати Карданов», Мамиша Наурузов", «Гузер Гучинов» и другие.
В послевоенные годы основой темой в творчестве была труд советских людей — «Победители», «Прекрасный мир», «Пою тридцатилетие» и другие.